# Josef de Vries
Josef de Vries (3 de enero de 1898, Ochtrup - 26 de diciembre de 1989, Múnich) fue un sacerdote jesuita, filósofo y escritor alemán.
Entró a la Compañía de Jesús en 1917, hizo sus estudios filosóficos y teológicos en Valkenburg aan de Geul, Holanda y en Roma. Regresó a Valkenburg aan de Geul, donde fue docente de Teoría del Conocimiento. En 1934 pasó al Berchmanskolleg (Escuela de Filosofía) en Pullach y desde 1971 dio clases en Múnich.

## Obras principales
- Pensar y Ser
- El mundo del hombre
- La Teoría del Conocimiento del Materialismo Dialéctico
- Lógica (en latín)
- Crítica (en latín)
- Materia y Espíritu
- Fundamentos de Teoría del Conocimiento (Grundfragen der Erkrnntniss) Múnich, 1980.